# Brumalia

Les Brumalia sont les jours fêtés dans l'Est de L'Empire Romain à partir du 24 novembre,. À Rome une fête mineure, La Bruma était célébrée à cette date. Avec l'établissement de Constantinople comme capitale et la promotion du christianisme comme religion officielle, les Brumalia deviennent l'ouverture des fêtes de fin d'année dont les Saturnalia (17 décembre) et les calendes de janvier sont la culmination. L'église désapprouvant ces festivités, des auteurs comme Jean Malalas ou Jean Lydus les font  remonter à Romulus. En fait il n'y a pas de mentions  de la Bruma avant l'établissement de l'Empire, ni des Brumalia avant le IIIe siècle.

## Étymologie
On conjecture que le nom latin bruma dérive de brevissima, les journées les plus courtes de l'année, et par extension, « le solstice d'hiver », « l'hiver » ou « fêtes d'hiver ». Les auteurs tardifs, écrivant en grec, ont proposé des explications fantaisistes du nom les Brumalia.

## Histoire desBrumalia
Les changements qui marquent l'histoire des Brumalia sont d'abord le passage du milieu rural vers la ville, puis de Rome a Constantinople, ce qui trace d'avance les différences entre célébration privée ou publique. Sur ce fond sont projetées des informations disparates et anachroniques.
Cette fête aurait été instituée par Romulus, pour divertir le sénat durant cette période de l'année. Durant cette fête, des prophéties étaient prises sur le reste de l'hiver. D'après Chorikios de Gaza, cette fête était encore célébrée au VIe siècle apr. J.-C., sous le règne de l'empereur Justinien.